# Інтермодальні перевезення

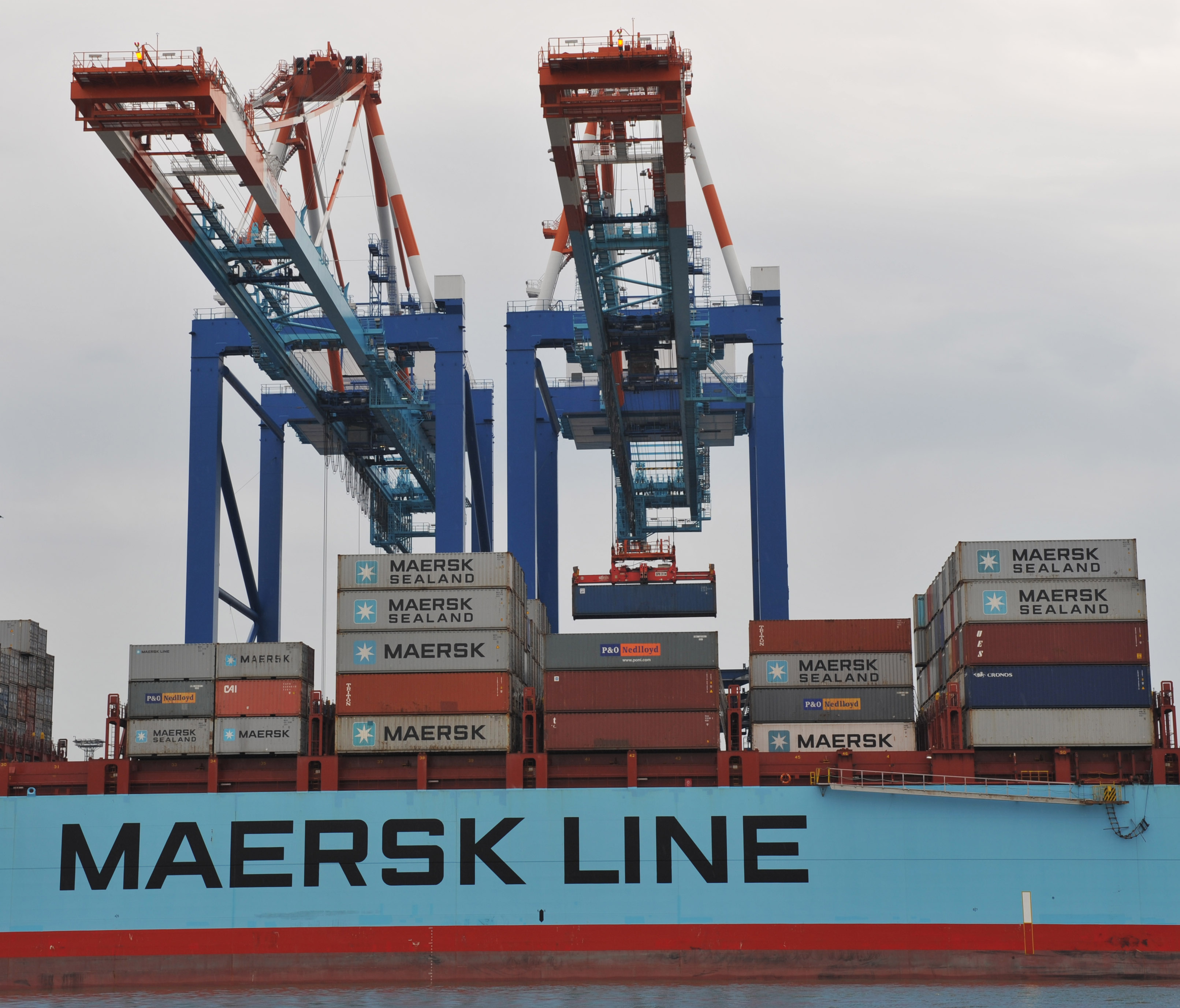
Завантаження контейнерів на вантажне судно на контейнерному терміналі Бремергафен.

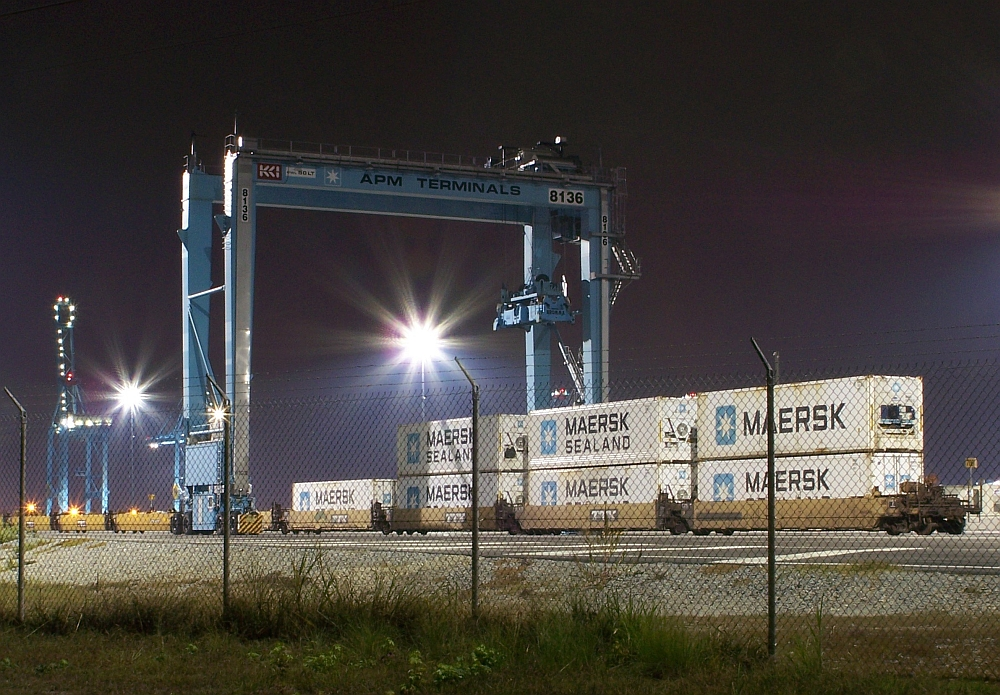
Інтермодальна передача контейнерних вантажів з судна на залізницю на терміналах APM в місті Портсмут, Вірджинія.

Інтермода́льні переве́зення (англ. Intermodal freight transport) — змішані перевезення «від дверей до дверей», що підготовлюються і виконуються під єдиним керівництвом одного центру. Її організатор на всіх етапах розробки і здійснення перевізного процесу цілеспрямовано погоджує дії всіх сторін, що беруть участь у ньому: вантажовласників, перевізників і перевізних комплексів — в інтересах прискорення перевезення товарів і зниження сукупних витрат на їхнє перевезення.
Основними ознаками інтермодальних перевезень (метод інтеграції перевізного процесу) є:
- участь у перевезенні щонайменше двох видів транспорту;
- наявність договору між «центром» і вантажовласником про перевезення вантажу «від дверей до дверей», у якому передбачається відповідальність «центру» за схоронність вантажу й терміни його перевезення, а також розмір тарифної плати за весь комплекс послуг, наданих «центром» вантажовласнику (наскрізний тариф).

Переваги:
- раціональніше використання наявних транспортних потужностей;
- ощадливіша витрата енергії;
- підвищення надійності перевезень й ін.

## Див.також
- Фітингова платформа